# 愿祢受赞颂

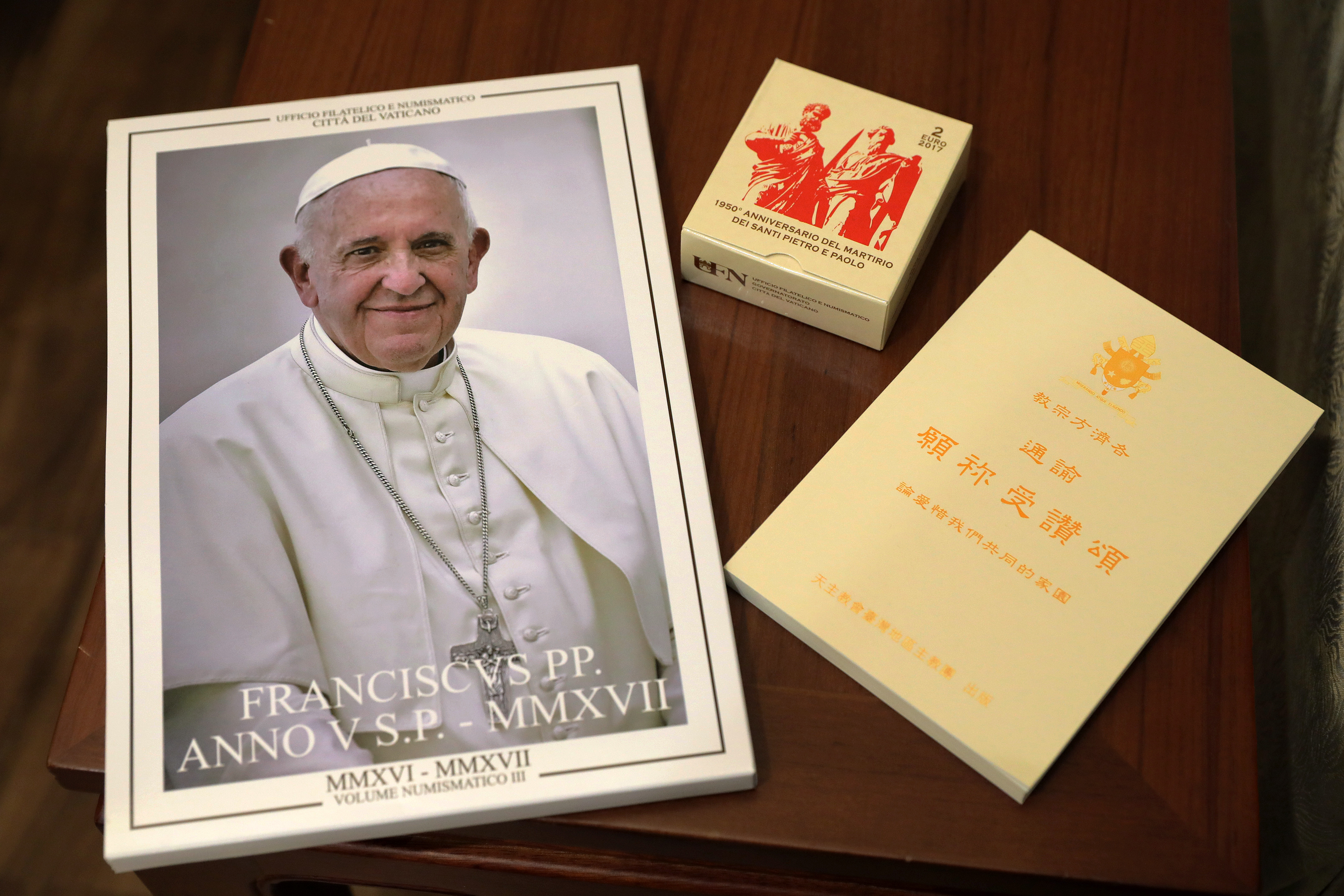
願祢受讚頌

《愿祢受赞颂》或《愿上主受赞颂》是教宗方濟各任內的第二道通諭，於2015年6月18日發表。
此道通諭的副標題為「照顧我們共同的家園」（On the care for our common home），主題為生态問題。在通諭中，他批判了消費主義和過度發展。方濟各呼籲各方進行積極對話，共同採取迅速且一致的行動，以對抗環境退化與氣候變化（即全球暖化），他期待有關方面做出恰當決策。
此道通諭以意大利语、法语、英语、德语、西班牙语、葡萄牙语同时发表，上一道通諭是《信德之光》，於2013年7月發表；因為《信德之光》主要由教宗本篤十六世（方濟各的前任）撰寫，所以《愿祢受赞颂》是第一道完全由方濟各撰寫的通諭。

## 簡介
通諭，是指天主教的教宗，對全世界天主教徒所下達的教導信件，內容為宣揚教義與道德。通常作長篇，主文為拉丁文，在發布的同時，也會有其他重要語言的譯文。文章開頭的兩個拉丁字，為通諭的正式名稱。在以往歷史，通諭只對宗教議題發表立場；不過近來的各任教宗，也已不再侷限於宗教方面；由於全世界的天主教徒約有12億人，所以教宗通諭的影響力相當大。
通諭的原文標題「Laudato si'」是翁布里亚語，引自十三世紀的天主教聖人亞西西的方濟各所作的《太陽頌歌》（Canticle of the Sun），亦稱《萬物頌歌》（Canticle of the Creatures）。這篇作品是一首詩歌，讚美上主創造了地球的一切萬物與生命。根據《紐約時報》的摘要，此道通諭涉及的範圍是全面的。方濟各描述了一個受到持續不斷剝削和破壞的環境，為此他指責為了追求獲利的冷漠和不顾后果、於政治上的短視，以及對科技的過度信賴。文中明確接受「氣候變化很大程度是源自人為」的科學家意見，並指「氣候變化是全球問題，其嚴重影響了包括環境、社会、經濟、政治，與物品分配，它代表着今日吾人所面臨的重大挑戰之一。」；他更警告假如再不迅速為了減緩氣候變化着手努力，則「史无前例的生态系统破坏，將對我们所有人造成嚴重後果」。
文中的另一個重點是，化石燃料在造成氣候變化中的角色，與已開發國家在道义上，有义务帮助发展中国家對抗氣候變化危機。教宗說，貧窮國還沒準備好適應全球暖化，且將承擔全球变暖的效应的衝擊。與此關聯的問題是貧窮，這也是他在教宗期間的主要關注問題之一；他強調，全世界必須「聽見地球和窮人的哭喊」。
通諭有172條腳註，很多部份參自教宗若望保祿二世和本篤十六世；另外，他也引用了來自他的盟友，東正教君士坦丁堡普世牧首巴爾多祿茂一世，以及前人如聖人托马斯·阿奎那，9世紀的蘇非主義者Ali al-Khawas、德日进、郭蒂尼等人的言論。